# Minh Khai, quận Hai Bà Trưng
Minh Khai là một phường thuộc quận Hai Bà Trưng, thành phố Hà Nội, Việt Nam. Tên phường được đặt theo tên nhà cách mạng Nguyễn Thị Minh Khai.
Phường có diện tích 0,47 km², dân số năm 2021 là 19.108 người, mật độ dân số đạt 40.655 người/km².
Con phố chính của phường Minh Khai là phố Minh Khai, dài 3712m, rộng 7-8m. Địa giới của phường chạy dọc theo phố Minh Khai, được giới hạn bởi đường Tam Trinh - Kim Ngưu và đường Trương Định - Bạch Mai.

## Phố Minh Khai
Thời xưa, phố Minh Khai là một đoạn của tòa thành đất vòng ngoài bao quanh kinh thành Thăng Long.
Thời Pháp thuộc, phần phía tây của phố Minh Khai được gọi là Hưng Ký (đặt theo tên nhà tư sản Hưng Ký, người có một dãy nhà cho thuê ở đây). Phần phía đông được gọi là phố Mai Động (đặt theo tên làng sở tại). Trong đợt đổi tên phố tháng 6/1964, hai phố được hợp nhất và đặt tên là phố Minh Khai.